# Rasotherm

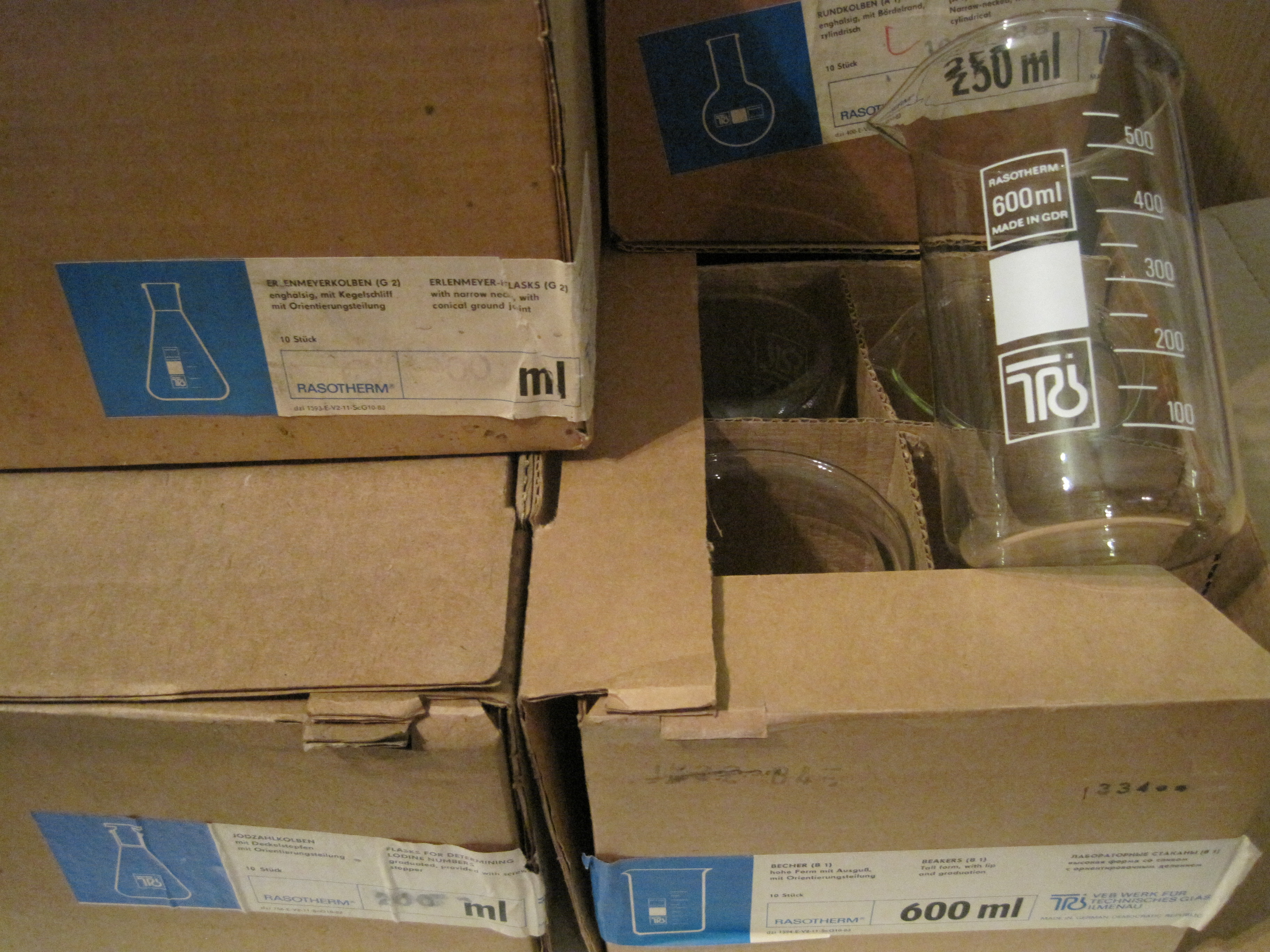
Laborglas der Marke Rasotherm

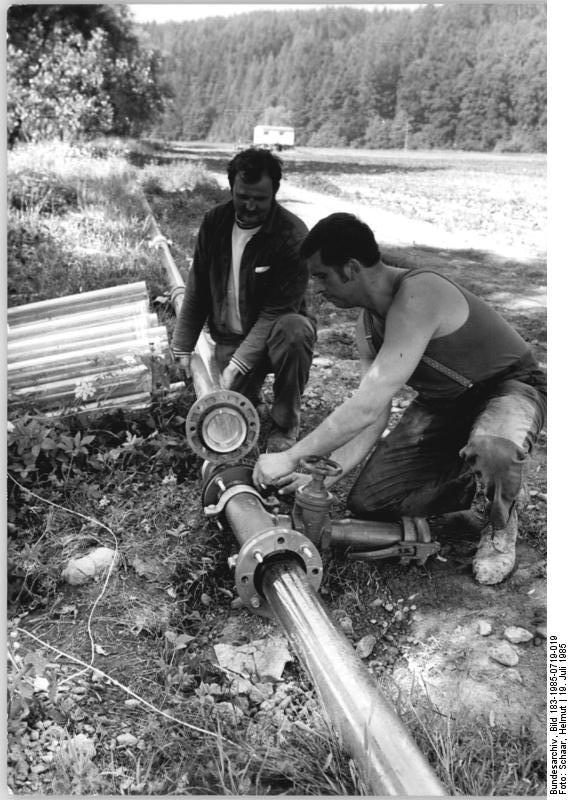
Rohre aus Rasotherm-Glas zur Beregnung von Anbauflächen in der Landwirtschaft, 1985

Rasotherm war die Handelsbezeichnung eines Borosilicatglases der Wasserbeständigkeitsklasse I (WBK I) aus der DDR.
Das Glas wurde 1950 vom VEB Jenaer Glaswerk Schott & Genossen entwickelt, später dann im VEB Werk für Technisches Glas Ilmenau produziert und fand breite Anwendung als Technisches Glas.
Es kam für Rohrleitungen, Großbehälter und Reaktionsgefäße in der chemischen Industrie, Labortechnik und in der Elektrotechnik/Elektronik zum Einsatz. Diese Gläser haben eine hohe chemische Beständigkeit und einen niedrigen Ausdehnungskoeffizienten, d. h. hohe Beständigkeit gegen Temperaturwechsel. Daher können aus ihnen thermisch und chemisch hochbeanspruchte Geräte und Apparaturen hergestellt werden.
Glasrohrleitungen der Marke Rasotherm wurden hauptsächlich in der Chemie- und Lebensmittelindustrie eingesetzt. Dort kam das Glas häufig für den Transport von Flüssigkeiten und pulverförmigen Stoffen zur Anwendung. Später nutzte man die Glasrohrleitungen auch in der technischen Gebäudeausrüstung, im Wesentlichen zum Transport von Warmwasser bis 60 °C im mehrgeschossigen Wohnungsbau.
2009 wurde der Markenname von der heutigen DWK-Life-Sciences-Gruppe übernommen. Diese stellt unter „Rasotherm“ weiterhin Borosilicat-Produkte her.

## Eigenschaften
| Dichte                         | {\displaystyle \rho =2{,}23~\mathrm {g/cm^{3}} }             |
| E-Modul                        | {\displaystyle E=62\cdot 10^{3}~{\rm {N/mm^{2}}}}            |
| Wärmeausdehnungskoeffizient    | {\displaystyle \alpha =3{,}3\cdot 10^{-6}~\mathrm {K^{-1}} } |
| Wärmeleitfähigkeit             | {\displaystyle k=1{,}12~{\rm {W/(K\cdot m)}}}                |
| Temperaturwechselbeständigkeit | {\displaystyle T=100~{\rm {^{\ }K}}}                         |